# Leonhardsmühle
Leonhardsmühle (fränkisch: Leonhardsmil) ist ein Gemeindeteil der Kreisstadt Roth im Landkreis Roth (Mittelfranken, Bayern). Leonhardsmühle liegt in der Gemarkung Eckersmühlen.

## Geografie
Die Einödmühle liegt an der Kleinen Roth, die unmittelbar östlich als rechter Zufluss in die Roth mündet. Im Norden grenzt das Waldgebiet „Leonhartsholz“ an, im Süden die „Höglach“. Die Staatsstraße 2220 führt nach Eckersmühlen (0,7 km nordwestlich) bzw. nach Hilpoltstein (3,5 km südöstlich).

## Geschichte
Aus einer auf ca. 1190 zu datierenden Lehenurkunde des Bamberger Domkapitels, die das Amt Roth beschreibt, geht hervor, dass auch dieser Ort im Gebiet dieses Amtes gelegen hat. Erst 1431 wurden die einzelnen Orte des ehemaligen Besitzes namentlich aufgelistet. Erstmals urkundlich erwähnt wurde der Ort als „muel ze Weydech“ im Urbar für das burggräfliche Amt Roth, das ca. 1360 aufgestellt wurde. Im Urbar des nunmehr markgräflichen Amtes Roth, das 1434 aufgestellt wurde, wurde der Ort als „Weidesmuele“ aufgeführt, im 16-Punkte-Bericht von 1608 als „Weidenmuel“. In den Oberamtsbeschreibungen des Jahres 1732 von Johann Georg Vetter wurde sie erstmals als „Leonhards-Mühl“ bezeichnet. Dem ursprünglichen Ortsnamen liegt der Flurname wīdech zugrunde (mhd. für Weidenplatz).
Während des Dreißigjährigen Kriegs wurde die Mühle zerstört. Der Wiederaufbau erfolgte nach Kriegsende im Jahr 1649. In der Folgezeit gehörten zur Mühle 300 Tagewerk Waldbesitz (= „Leonhartsholz“).
Gegen Ende des 18. Jahrhunderts gehörte die Leonhardsmühle zur Realgemeinde Eckersmühlen. Es gab ein Anwesen. Das Hochgericht übte das brandenburg-ansbachische Oberamt Roth aus. Das Anwesen hatte das Kastenamt Roth als Grundherrn. Unter der preußischen Verwaltung (1792–1806) des Fürstentums Ansbach erhielt die Leonhardsmühle die Hausnummern 49 und 50 des Ortes Eckersmühlen.
Von 1797 bis 1808 unterstand der Ort dem Justiz- und Kammeramt Roth. Im Rahmen des Gemeindeedikts wurde Leonhardsmühle dem 1808 gebildeten Steuerdistrikt Eckersmühlen und der 1811 gegründeten Ruralgemeinde Eckersmühlen zugeordnet.
1908 diente die Mühle zur Stromerzeugung für die Gemeinde Eckersmühlen. 1923 musste die Stromlieferung wegen Überforderung an das Fränkische Überlandwerk abgegeben werden.
Am 1. Mai 1978 wurde Leonhardsmühle im Zuge der Gebietsreform in Bayern nach Roth eingegliedert.

### Baudenkmal
- Haus Nr. 1: Mühle[12]

### Einwohnerentwicklung
| Jahr      | 001818 | 001840 | 001861 | 001871 | 001885 | 001900 | 001925 | 001950 | 001961 | 001970 | 001987 |
| Einwohner | 18     | 16     | *      | 12     | 16     | 11     | 9      | 16     | 13     | 12     | *      |
| Häuser    | 2      | 1      |        |        | 1      | 2      | 2      | 1      | 2      |        | *      |
| Quelle    | [ 14 ] | [ 15 ] | [ 16 ] | [ 17 ] | [ 18 ] | [ 19 ] | [ 20 ] | [ 21 ] | [ 22 ] | [ 23 ] | [ 24 ] |

## Religion
Leonhardsmühle ist seit der Reformation evangelisch-lutherisch geprägt und bis heute in die Dreifaltigkeitskirche (Eckersmühlen) gepfarrt. Die Katholiken waren ursprünglich nach St. Johannes der Täufer (Hilpoltstein) gepfarrt, heute ist die Pfarrei Maria Aufnahme in den Himmel (Roth) zuständig.